# 安良澤
安良澤（？—？），號念三，山西平阳府临汾县军籍。

## 生平
万历三十七年（1609年）己酉科山西乡试第四十五名举人，曾任山东霑化縣教諭，四十七年（1619年）登己未科進士，吏部觀政，授河南通许县知县，天啓六年（1626年）官至户部主事，本年廣濟南二倉，崇祯元年养病。

## 家族
曾祖安受。祖父安鉞，父安希賢。